# Женская сборная Латвии по волейболу
Женская национальная сборная Латвии по волейболу (латыш. Latvijas sieviešu volejbola izlase) представляет Латвию на международных соревнованиях по волейболу. Управляющей организацией выступает Латвийская федерация волейбола (латыш. Latvijas Volejbola Federācija).

## История
Волейбол в Латвии появился в 1920-х годах в Риге. Контакты с клубами из различных стран Европы позволили командам Латвии уже в 30-е годы XX века иметь хорошую технико-тактическую подготовку.
Начиная с первых послевоенных лет латвийские команды регулярно принимают участие в чемпионатах Советского Союза. Сильнейшая команда Латвии (УСК, «Даугава», ЛГУ, «Аврора») с 1950-х годов неизменно входила в число ведущих клубов страны. В 1960 «Даугава» стала бронзовым призёром союзного первенства, а годом ранее сформированная на её основе сборная Латвийской ССР выиграла медали того же достоинства на Спартакиаде народов СССР. На протяжении 1950-х—1980-х годов в женскую сборную СССР неизменно включались представительницы волейбола Латвии и 10 из них становились чемпионками и призёрами крупнейших международных соревнований (Олимпийских игр, чемпионатов и Кубков мира, чемпионатов Европы) — М.Хехта (Саксе), В.Варкевич, А.Вилциня, С.Плисмане, А.Билтауэр, Т.Вейнберга, И.Межиня, М.Стурмане, А.Гилинская, В.Айстере.
После получения Латвией независимости федерация волейбола страны в 1992 году вступила в ФИВБ и ЕКВ. В том же году состоялся дебют латвийских волейболисток в официальных международных соревнованиях. В октябре и ноябре сборная Латвии дважды обыграла национальную команду Норвегии и вышла в основной раунд отборочного турнира чемпионата Европы, где заняла в своей группе первое место, получив путёвку на европейское первенство.
Благодаря относительно высокому уровню развития волейбола в советской Латвии, сборная уже независимой страны с 1993 по 1997 трижды подряд пробивалась в финальный этап чемпионатов Европы и на первенстве континента 1997 года показала свой лучший результат, заняв 8-е итоговое место среди 12 участников. В дальнейшем по мере исчерпания ресурса, доставшегося от советских времён, результаты сборной Латвии стали неуклонно ухудшаться и после 1997 латвийские волейболистки уже ни разу не смогли квалифицироваться на чемпионаты Европы, а с 2007 по 2012 годы национальная команда и вовсе не формировалась.
Возвращение женской сборной Латвии на международную арену произошло в 2012 году в рамках отборочного турнира чемпионата Европы. Обыграв Кипр и выйдя в основной раунд квалификации, в своей отборочной группе латышки провели 6 матчей и во всех проиграли.
В последующие два года латвийские волейболистки приняли участие в семи отборочных турнирах — чемпионатов мира 2014 и 2018 и чемпионатов Европы 2015, 2017, 2019, 2021 и 2023, но успеха не добились.
В 2021 году наставником национальной сборной Латвии был выдающийся советский волейболист, олимпийский чемпион, двукратный чемпион мира Павел Селиванов, с 2016 тренировавший женские молодёжную и юниорскую латвийские сборные.

## Результаты выступлений и составы

### Чемпионаты мира
- 1994 — не квалифицировалась
- 1998 — не квалифицировалась
- 2002 — не квалифицировалась
- 2006 — не участвовала
- 2010 — не участвовала
- 2014 — не квалифицировалась
- 2018 — не квалифицировалась
- 2022 — не квалифицировалась
- 2025 — не квалифицировалась

- 2014 (квалификация): Санда Рагозина, Инесе Юрсоне, Зане Малашевска, Яна Яудзема, Монта Страздиня, Эва Тетере, Виктория Брице, Анце Аузиня, Алисе Леце, Агнесе Чайца, Лива Сола, Анете Бринке, Кристине Леце, Лана Сорокина, Алисе Пастаре. Тренер — Янис Лейтис.
- 2018 (квалификация): Элвита Долотова, Алисе Петерсоне, Паула-Никола Нечипорука, Елизавета Морозова, Анита Граудыня, Уна Дзалба, Анна Эмбрехте, Эва Шнейдере, Терезе Храпане, Линда Якобсоне, Инесе Юрсоне, Агита Сидорова, Эва Дейса. Тренер — Янис Лейтис.

### Чемпионаты Европы
- 1993 — 11—12-е место
- 1995 — 11—12-е место
- 1997 — 8-е место
- 1999 — не квалифицировалась
- 2001 — не квалифицировалась
- 2003 — не квалифицировалась
- 2005 — не квалифицировалась
- 2007 — не квалифицировалась
- 2009 — не участвовала
- 2011 — не участвовала
- 2013 — не квалифицировалась
- 2015 — не квалифицировалась
- 2017 — не квалифицировалась
- 2019 — не квалифицировалась
- 2021 — не квалифицировалась
- 2023 — не квалифицировалась
- 2026 —

### Евролига
Сборная Латвии приняла участие в четырёх розыгрышах Евролиги.
- 2021 — 18—19-е место (7—8-е в Серебряной лиге)
- 2023 — 14—15-е место (5—6-е в Серебряной лиге)
- 2024 — 18-е место (6-е в Серебряной лиге)
- 2025 — 14-е место (2-е в Серебряной лиге)

## Состав
Сборная Латвии в соревнованиях 2024 года (Евролига, квалификация чемпионата Европы)
| №  | Имя, фамилия     | Год рождения | Рост | Амплуа      | Клуб                        |
| -- | ---------------- | ------------ | ---- | ----------- | --------------------------- |
| 1  | Элина Звайзгне   | 2000         | 170  | либеро      | «Ригас ВС/ЛУ» Рига          |
| 2  | Ласма Озола      | 2001         | 187  | центральная | «Херцег-Нови»               |
| 3  | Карина Струка    | 2007         | 187  | нападающая  | РСУ-МСГ Рига                |
| 4  | Марта Левинска   | 2001         | 188  | нападающая  | «Дрезднер» Дрезден          |
| 5  | Мегия Дамбрехте  | 2002         | 185  | нападающая  | «Хямеэнлинна»               |
| 6  | Линда Штейнберга | 1999         | 167  | либеро      | РСУ-МСГ Рига                |
| 7  | Мегия Грундмане  | 2004         | 167  | либеро      | РСУ-МСГ Рига                |
| 8  | Эльвита Долотова | 1997         | 170  | связующая   | РСУ-МСГ Рига                |
| 9  | Лиене Шимкусе    | 1992         | 177  | нападающая  | «Елгава»                    |
| 10 | Кристине Крамена | 2002         | 175  | либеро      | РСУ-МСГ Рига                |
| 11 | Паула Нечипорука | 1998         | 174  | нападающая  | «Коста-Вольпино»            |
| 12 | Анна Рита        | 2004         | 180  | центральная | Университет Остина Пи       |
| 13 | Лива Сола        | 1990         | 190  | центральная | «Ригас ВС/ЛУ» Рига          |
| 15 | Анна Цепурите    | 2005         | 182  | нападающая  | «Сатурнус Михелбеке» Бракел |
| 16 | Ания Юрджа       | 1999         | 186  | нападающая  | «Олимпико» Лас-Пальмас      |
| 17 | Юнора Вагеле     | 2004         | 190  | центральная | «Пексинуа» Ньор             |
| 18 | Эльза Рекнере    | 2002         | 177  | связующая   | «Констанца»                 |
| 20 | Кармена Струка   | 2007         | 188  | центральная | РСУ-МСГ Рига                |
| 21 | Агия Анкевича    | 2001         | 177  | нападающая  | РСУ-МСГ Рига                |
| 22 | Синдия Боже      | 1998         | 175  | либеро      | «Ригас ВС/ЛУ» Рига          |

- Главный тренер —  Даниэле Каприотти.
- Тренеры — Арвилс Кейсс, Ингуна Минуса.